# Kubok Rossii 1999-2000
La Coppa di Russia 1999-2000 (in russo Кубок России?, Kubok Rossii) è stata l'8ª edizione del principale torneo a eliminazione diretta del calcio russo. Il torneo è iniziato il 25 aprile 1999 ed è terminato il 21 maggio 2000, con la finale giocata allo Stadio Dinamo (Mosca). La Lokomotiv Mosca ha vinto la coppa, la terza della sua storia, battendo in finale il CSKA Mosca.

## Formula
La Coppa si dipanava su 10 turni, tutti disputati in gara unica: in caso di parità al termine dei novanta minuti venivano disputati i tempi supplementari; in caso di ulteriore parità venivano effettuati i tiri di rigore.
I primi quattro turni videro coinvolti esclusivamente squadre di Vtoroj divizion 1999: solo 98 squadre su 108 di tale categoria parteciparono al torneo.
Le formazioni di Pervyj divizion 1999 entrarono in scena al quinto turno.
Le sedici squadre della Vysšaja Divizion 1999, invece, entrarono in gioco nel sesto turno (i sedicesimi di finale), giocando tutte fuori casa.

## Primo turno
Le partite furono disputate tra il 25 e il 29 aprile 1999.
A questo turno parteciparono solo squadre della Vtoroj divizion 1999: in particolare debuttarono le 16 squadre del Girone Est, le 16 del Girone Urali e due squadre dai gironi Sud, Volga e Centro.
| Squadra 1                   | Risultato       | Squadra 2               |
| --------------------------- | --------------- | ----------------------- |
| Iskra Ėngel's               | 2 – 1           | Balakovo                |
| Beštau                      | 1 – 1 (3-2 dcr) | Nart Nartkala           |
| Zvezda Irkutsk              | 3 – 2 (dts)     | Selenga                 |
| Uralmaš                     | 0 – 2           | Zenit Čeljabinsk        |
| Reformatsiya Abakan         | 2 – 0           | Sibirjak Bratsk         |
| Okean                       | 0 – 1           | Luč Vladivostok         |
| Neftyanik Pokhvistnevo      | 3 – 2           | Sodovik                 |
| Neftechimik                 | 1 – 0           | KAMAZ-Čally             |
| Metallurg-Metiznik          | 1 – 1 (2-1 dcr) | UralAZ Miass            |
| Kuzbass Kemerovo            | 0 – 0 (3-4 dcr) | Zarja Leninsk-Kuzneckij |
| Irtyš Tobol'sk              | 2 – 0           | Kurgan                  |
| Gazovik Orenburg            | 0 – 1           | Nosta Novotroick        |
| Ėnergija Čajkovskij         | 1 – 2 (dts)     | Dinamo Iževsk           |
| Dinamo Perm                 | 1 – 0           | Uralec-TS Nižnij Tagil  |
| Dinamo Barnaul              | 1 – 3           | Metallurg Novokuzneck   |
| Čkalovec                    | [ 1 ]           | Samotlor-XXI            |
| Amur-Ėnergija Blagoveščensk | 3 – 2           | SKA-Ėnergija            |
| Irtyš Omsk                  | 0 – 1           | Dinamo Omsk             |
| Arsenal-2 Tula              | 0 – 0 (3-5 dcr) | Don Novomoskovsk        |

## Secondo turno
Le partite furono disputate tra il 7 e il 9 maggio 1999.
A questo turno presero parte le 19 vincitrici del turno precedente a cui si unirono le restanti squadre dei vari gironi della Vtoroj divizion 1999.
| Squadra 1                  | Risultato       | Squadra 2                     |
| -------------------------- | --------------- | ----------------------------- |
| Zenit Penza                | 1 – 0           | Salyut Saratov                |
| Metallurg Vyksa            | 3 – 1           | Arzamas                       |
| Lada Togliatti             | 1 – 0           | Volga Ul'janovsk              |
| Chimik Dzeržinsk           | 1 – 0 (dts)     | Torpedo Pabvlovo              |
| Iskra Ėngel's              | 1 – 0           | Torpedo Volžskij              |
| Energiya Ulyanovsk         | 1 – 0           | Diana Volzhsk                 |
| Ėnergetik Uren'            | 2 – 0           | Dinamo-Mašinostroitel         |
| Biokhimik-Mordovia Saransk | 0 – 0 (7-6 dcr) | Svetotechnika Saransk         |
| Venets Gulkevichi          | 1 – 2           | Torpedo Taganrog              |
| Torpedo Vladimir           | 1 – 3           | Spartak‑Čukotka Mosca         |
| Titan Zheleznodorozhny     | 0 – 2           | Avtomobilist Noginsk          |
| Sportakademklub            | 3 – 0           | Volga Tver'                   |
| Spartak-Peresvet Bryansk   | 0 – 1           | Mosėnergo                     |
| Spartak Tambov             | 1 – 0 (dts)     | Lokomotiv Liski               |
| Spartak Ščëlkovo           | 0 – 1           | Kosmos Ėlektrostal'           |
| Spartak Rjazan'            | 2 – 0           | Spartak Luchovicy             |
| SKA Rostov                 | 2 – 0           | Šachtër Šachty                |
| Oazis Yartsevo             | 2 – 1           | Ėnergija Velikie Luki         |
| Neftjanik Jaroslavl'       | 1 – 2 (dts)     | Chimki                        |
| Kuban'                     | 1 – 0           | Slavyansk Slavyansk-na-Kubani |
| Kavkazkabel' Prochladnyj   | 1 – 2           | Beštau                        |
| Mozdok                     | 1 – 0           | Torpedo Georgiyevsk           |
| Kolomna                    | 4 – 0           | Fabus Bronnicy                |
| Dinamo Vologda             | 3 – 0           | Spartak Kostroma              |
| Dinamo San Pietroburgo     | 3 – 0           | Voločanin-89                  |
| Dinamo Brjansk             | 1 – 0           | Orël                          |
| Družba Majkop              | 3 – 0           | Vitjaz' Krymsk                |
| Don Novomoskovsk           | 2 – 1           | Lokomotiv Kaluga              |
| Avtodor Vladikavkaz        | 1 – 0           | Iriston Vladikavkaz           |
| Avangard Kursk             | 2 – 0           | Saljut-JuKOS                  |
| Angušt Nazran'             | 3 – 0           | Dinamo Machačkala             |
| Zvezda Irkutsk             | 2 – 0           | Reformatsiya Abakan           |
| Zenit Čeljabinsk           | 2 – 0           | Dinamo Perm                   |
| Zarja Leninsk-Kuzneckij    | 2 – 2 (4-5 dcr) | Metallurg Novokuzneck         |
| Nosta Novotroick           | 4 – 0           | Neftyanik Pokhvistnevo        |
| Neftechimik                | 3 – 0           | Dinamo Iževsk                 |
| Luč Vladivostok            | 1 – 4           | Amur-Ėnergija Blagoveščensk   |
| Irtyš Tobol'sk             | 1 – 3           | Metallurg-Metiznik            |
| Dinamo Omsk                | 1 – 0           | Samotlor-XXI                  |

## Terzo turno
Le partite furono disputate tra il 21 e il 26 maggio 1999.
Vi parteciparono le 39 squadre del turno precedente e lo Spartak-Telekom Shuya.
| Squadra 1             | Risultato       | Squadra 2                   |
| --------------------- | --------------- | --------------------------- |
| Zvezda Irkutsk        | 3 – 2 (dts)     | Amur-Ėnergija Blagoveščensk |
| Zenit Čeljabinsk      | 0 – 2           | Metallurg-Metiznik          |
| Neftechimik           | 1 – 1 (3-0 dcr) | Nosta Novotroick            |
| Metallurg Novokuzneck | 2 – 1           | Dinamo Omsk                 |
| Lada Togliatti        | 2 – 0           | Biokhimik-Mordovia Saransk  |
| Chimik Dzeržinsk      | 1 – 2           | Energiya Ulyanovsk          |
| Iskra Ėngel's         | 4 – 0           | Zenit Penza                 |
| Ėnergetik Uren'       | 1 – 0           | Metallurg Vyksa             |
| Torpedo Taganrog      | 0 – 1           | Družba Majkop               |
| Sportakademklub       | 1 – 3           | Dinamo San Pietroburgo      |
| Spartak-Telekom Šuja  | 0 – 3           | Spartak‑Čukotka Mosca       |
| SKA Rostov            | 1 – 2           | Kuban'                      |
| Mosėnergo             | 1 – 0 (dts)     | Oazis Yartsevo              |
| Mozdok                | 0 – 2           | Avtodor Vladikavkaz         |
| Kolomna               | 2 – 3 (dts)     | Spartak Rjazan'             |
| Don Novomoskovsk      | 1 – 1 (3-1 dcr) | Dinamo Brjansk              |
| Chimki                | 4 – 3           | Dinamo Vologda              |
| Avtomobilist Noginsk  | 0 – 1           | Kosmos Ėlektrostal'         |
| Avangard Kursk        | 1 – 1 (4-3 dcr) | Spartak Tambov              |
| Angušt Nazran'        | 3 – 1           | Beštau                      |

## Quarto turno
Le partite furono disputate tra il 6 e il 7 giugno 1999.
Vi presero parte le 20 squadre promosse dal turno precedente.
| Squadra 1             | Risultato       | Squadra 2              |
| --------------------- | --------------- | ---------------------- |
| Lada Togliatti        | 3 – 0           | Iskra Ėngel's          |
| Ėnergetik Uren'       | 3 – 0           | Energiya Ulyanovsk     |
| Zvezda Irkutsk        | 1 – 0           | Metallurg Novokuzneck  |
| Spartak‑Čukotka Mosca | 1 – 0 (dts)     | Spartak Rjazan'        |
| Mosėnergo             | 2 – 2 (4-3 dcr) | Kosmos Ėlektrostal'    |
| Metallurg-Metiznik    | 0 – 3           | Neftechimik            |
| Chimki                | 2 – 0           | Dinamo San Pietroburgo |
| Družba Majkop         | 2 – 0 (dts)     | Kuban'                 |
| Don Novomoskovsk      | 3 – 0           | Avangard Kursk         |
| Angušt Nazran'        | 0 – 1           | Avtodor Vladikavkaz    |

## Quinto turno
Tutte le partite furono disputate il 28 giugno 1999.
A questo turno presero parte le dieci promosse dal turno precedente e le 22 squadre iscritte alla Pervyj divizion 1999.
| Squadra 1             | Risultato   | Squadra 2             |
| --------------------- | ----------- | --------------------- |
| Zvezda Irkutsk        | 0 – 3       | Tom' Tomsk            |
| Torpedo-ZIL           | 0 – 1       | Spartak‑Čukotka Mosca |
| Spartak Nal'čik       | 3 – 1       | Lada-Simbirsk         |
| Sokol Saratov         | 8 – 1       | Družba Majkop         |
| Rubin                 | 1 – 3       | Arsenal Tula          |
| Neftechimik           | 1 – 2       | Amkar Perm'           |
| Mosėnergo             | 2 – 1       | Spartak-Orechovo      |
| Metallurg Lipeck      | 2 – 0       | Ėnergetik Uren'       |
| Metallurg Krasnojarsk | 0 – 3       | Lokomotiv Čita        |
| Lada Togliatti        | 3 – 0       | Don Novomoskovsk      |
| Gazovik-Gazprom       | 2 – 1       | Tjumen'               |
| Chimki                | 1 – 2 (dts) | Lokomotiv S.P.        |
| Fakel Voronež         | 2 – 1       | Тorpedo-Viktorija     |
| Dinamo Stavropol'     | 4 – 0       | Volgar'-Gazprom       |
| Baltika               | 4 – 0       | Kristall Smolensk     |
| Anži                  | 4 – 0       | Avtodor Vladikavkaz   |

## Sedicesimi di finale
Le partite furono disputate tra il 18 luglio e il 30 ottobre 1999. A questo turno parteciparono le 16 squadre promosse dal turno precedente e le rimanenti 16 squadre militanti nella Vysšaja Divizion 1999; queste ultime giocarono tutte fuori casa.
| Squadra 1             | Risultato       | Squadra 2               |
| --------------------- | --------------- | ----------------------- |
| Lada Togliatti        | 0 – 2           | Spartak Mosca           |
| Metallurg Lipeck      | 1 – 0           | Alanija Vladikavkaz     |
| Anži                  | 3 – 1           | Torpedo Mosca           |
| Tom' Tomsk            | 0 – 5           | CSKA Mosca              |
| Spartak Nal'čik       | 4 – 0           | Žemčužina-Soči          |
| Spartak‑Čukotka Mosca | 1 – 0           | Lokokomtiv Nižnij Novg. |
| Lokomotiv Čita        | 0 – 1           | Uralan                  |
| Gazovik-Gazprom       | 2 – 1           | Zenit San Pietroburgo   |
| Amkar Perm'           | 2 – 2 (4-5 dcr) | Rotor                   |
| Mosėnergo             | 0 – 0 (5-6 dcr) | Dinamo Mosca            |
| Lokomotiv S.P.        | 1 – 5           | Lokomotiv Mosca         |
| Fakel Voronež         | 3 – 2           | Rostsel'maš             |
| Dinamo Stavropol'     | 2 – 1 (dts)     | Černomorec Novorossijsk |
| Sokol Saratov         | 1 – 0           | Šinnik                  |
| Arsenal Tula          | 1 – 3           | Saturn                  |
| Baltika               | 2 – 0           | Kryl'ja Sovetov Samara  |

## Ottavi di finale
Le partite furono disputate tra il 13 novembre 1999 e il 21 marzo 2000.
| Squadra 1        | Risultato   | Squadra 2             |
| ---------------- | ----------- | --------------------- |
| Metallurg Lipeck | 4 – 0       | Dinamo Stavropol'     |
| CSKA Mosca       | 3 – 0       | Spartak‑Čukotka Mosca |
| Uralan           | 3 – 0       | Fakel Voronež         |
| Lokomotiv Mosca  | 2 – 1       | Baltika               |
| Anži             | 2 – 0       | Gazovik-Gazprom       |
| Dinamo Mosca     | 1 – 0 (dts) | Spartak Nal'čik       |
| Sokol Saratov    | 0 – 1 (dts) | Spartak Mosca         |
| Rotor            | 0 – 1       | Saturn                |

## Quarti di finale
Le partite furono disputate tra il 4 e il 12 aprile 2000.
| Squadra 1        | Risultato       | Squadra 2       |
| ---------------- | --------------- | --------------- |
| Spartak Mosca    | 1 – 0           | Saturn          |
| Metallurg Lipeck | 1 – 2           | Lokomotiv Mosca |
| Anži             | 1 – 1 (3-5 dcr) | CSKA Mosca      |
| Uralan           | 1 – 0           | Dinamo Mosca    |

## Semifinali
Le partite furono disputate il 3 e il 4 maggio 2000.
| Squadra 1  | Risultato   | Squadra 2       |
| ---------- | ----------- | --------------- |
| Uralan     | 1 – 4 (dts) | Lokomotiv Mosca |
| CSKA Mosca | 3 – 1       | Spartak Mosca   |

## Finale
| Arbitro: | Nikolay Levnikov (San Pietroburgo) |

|                                       |           |                           |
| Evseev 41’ Bulykin 96’ Cymbalar' 113’ | Marcatori | 23’ Semak 120’ Kornauchov |